# Sant Jaume de Sant Cristòfol
Sant Jaume de Sant Cristòfol és una església del municipi de la Baronia de Rialb (Noguera) que forma part de l'Inventari del Patrimoni Arquitectònic de Catalunya.

## Situació
És el centre del petit nucli deshabitat de Sant Cristòfol de la Donzell. Es troba a la part nord-oest del terme municipal, als vessants de la dreta del Rialb, al llom de la serra de Sant Cristòfol, aigües amunt del barranc de Perdiguers. S'hi va per una pista forestal d'uns 4 km, que s'inicia al km.2,2 de la carretera del Forat de Bulí.

## Descripció

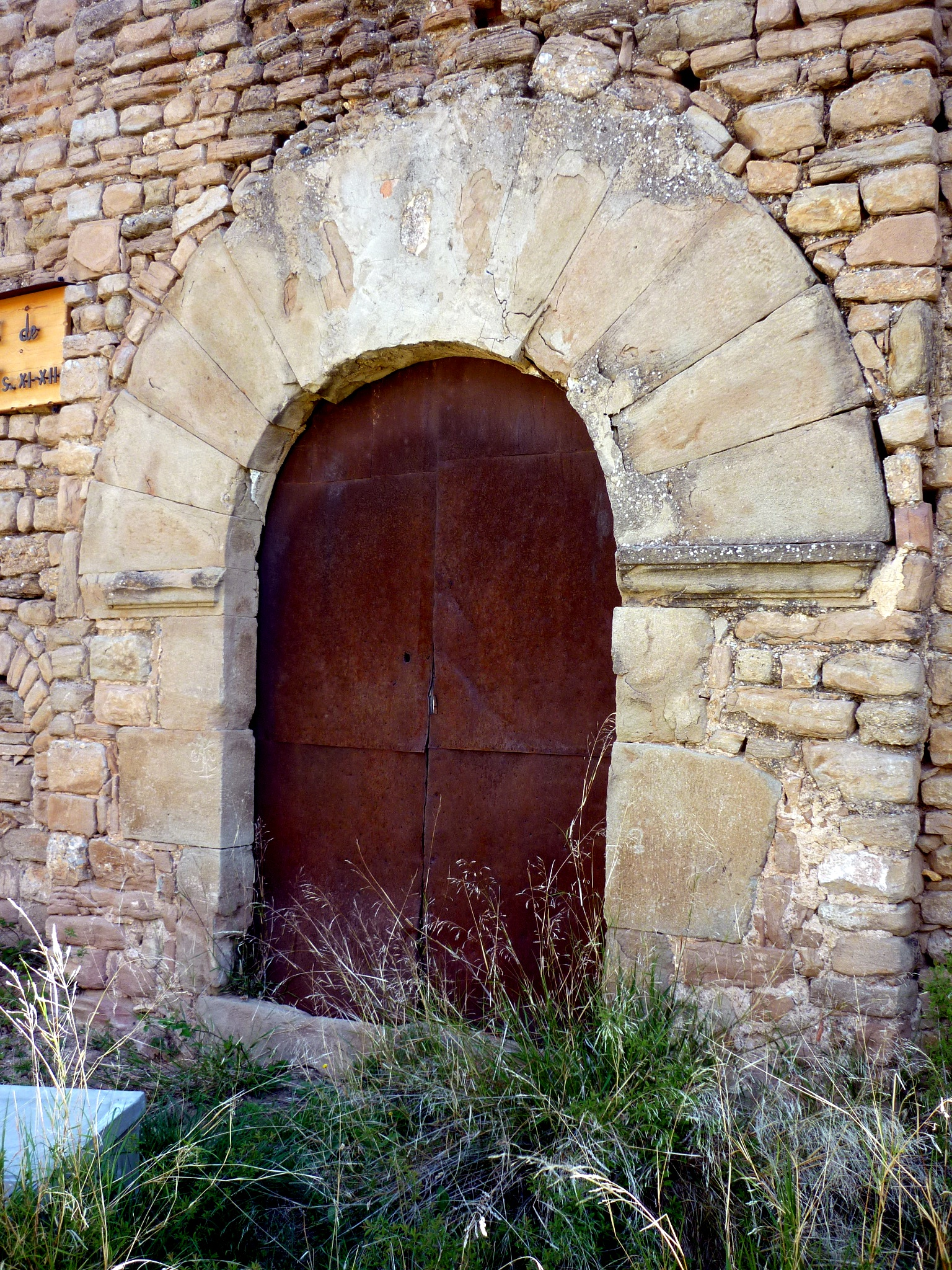
Portal

És un edifici de dues parts: una romànica a llevant, amb dues fornícules interiors a ponent i amb porta de connexió amb la resta. L'altra és una nau amb lesenes i arcuacions als laterals. Porta gòtica i renaixentista al centre de la façana de ponent, amb porteta romànica oberta a la seva dreta, al nord. Interior amb volta sobre impostes i dues capelles amb arc apuntat i sepulcre sobre permòdols. Capella amb frontó neoclàssic. Finestra romànica a migdia. Senzilla espadanya sense campana, perduda durant la guerra. Rectoria annexa.

## Història
El cenobi de Sant Cristòfol de Salinoves, amb el Donzell, constituïa una dotació, propietat d'Elins i després dels canonges de Castellbó. Al damunt d'un penyal hi hagué l'antic monestir de Sant Cristòfol. El lloc de Salinoves el 937 fou donat pel comte Sunifred II d'Urgell al monestir de Santa Cecília d'Elins. A Sant Cristòfol el 949 se li va donar com a dotació la parròquia de Paracolls i el lloc de l'Oliva.

Sant Jaume de Sant Cristòfol
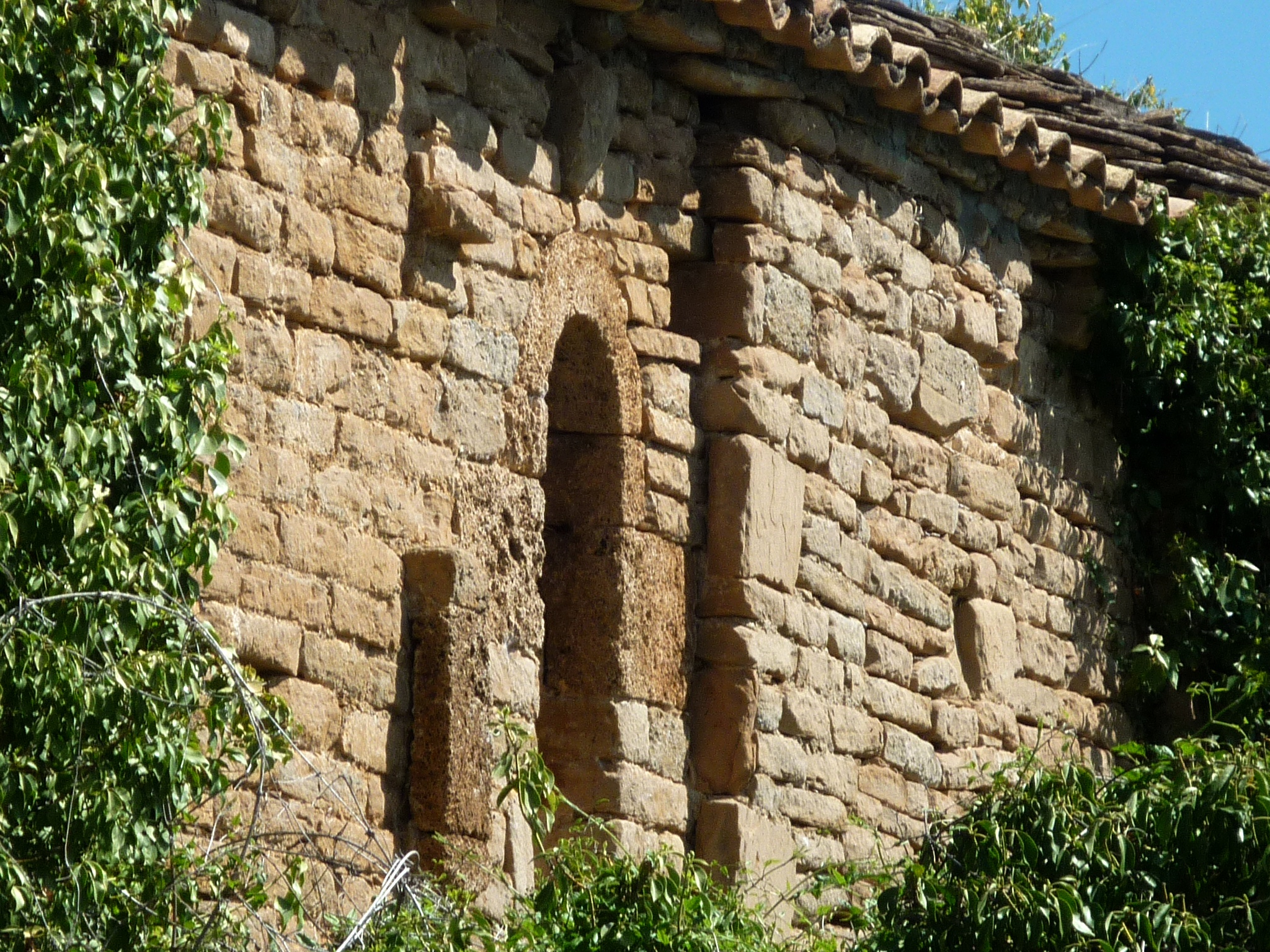
Façana sud
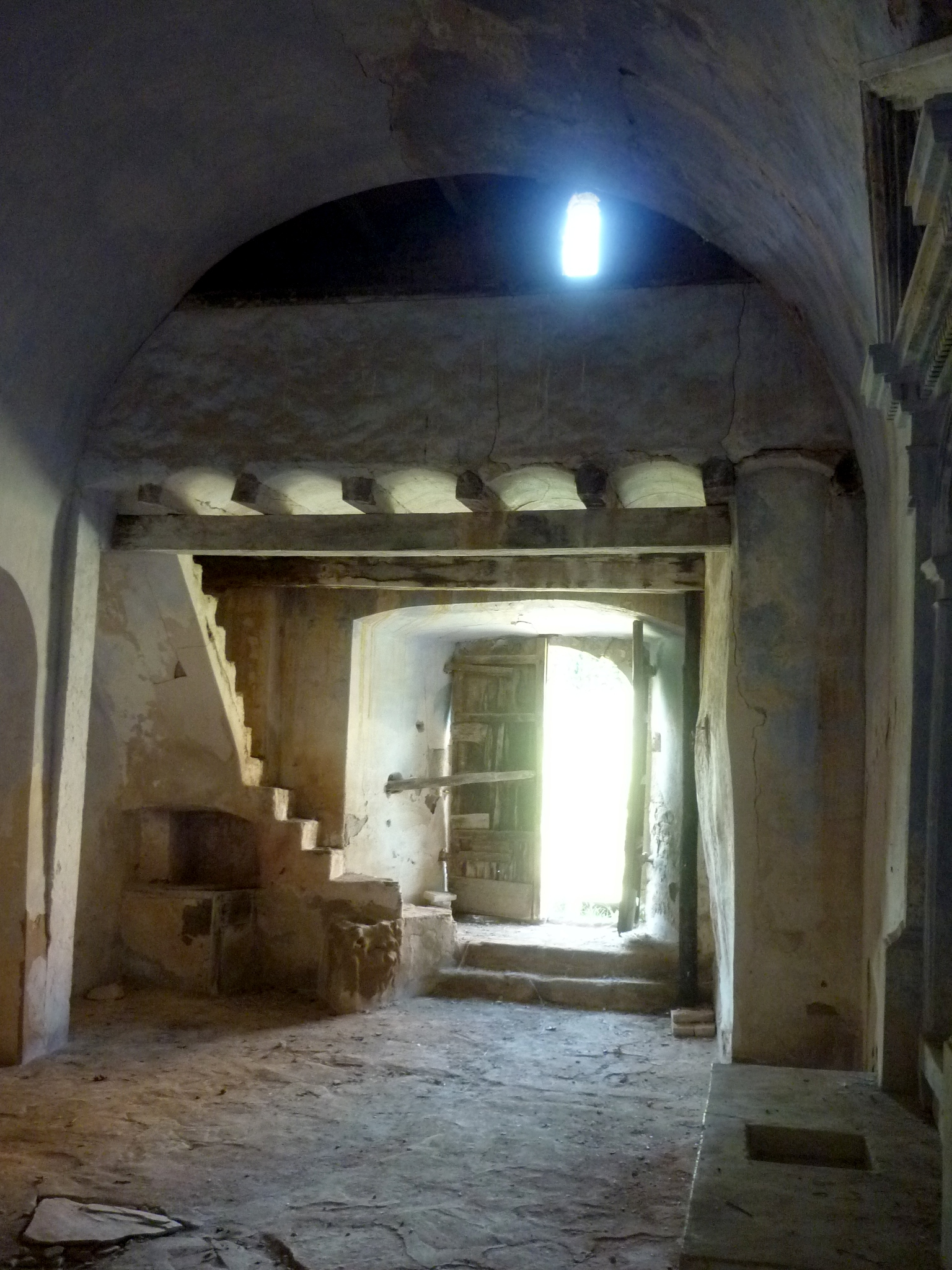
Interior
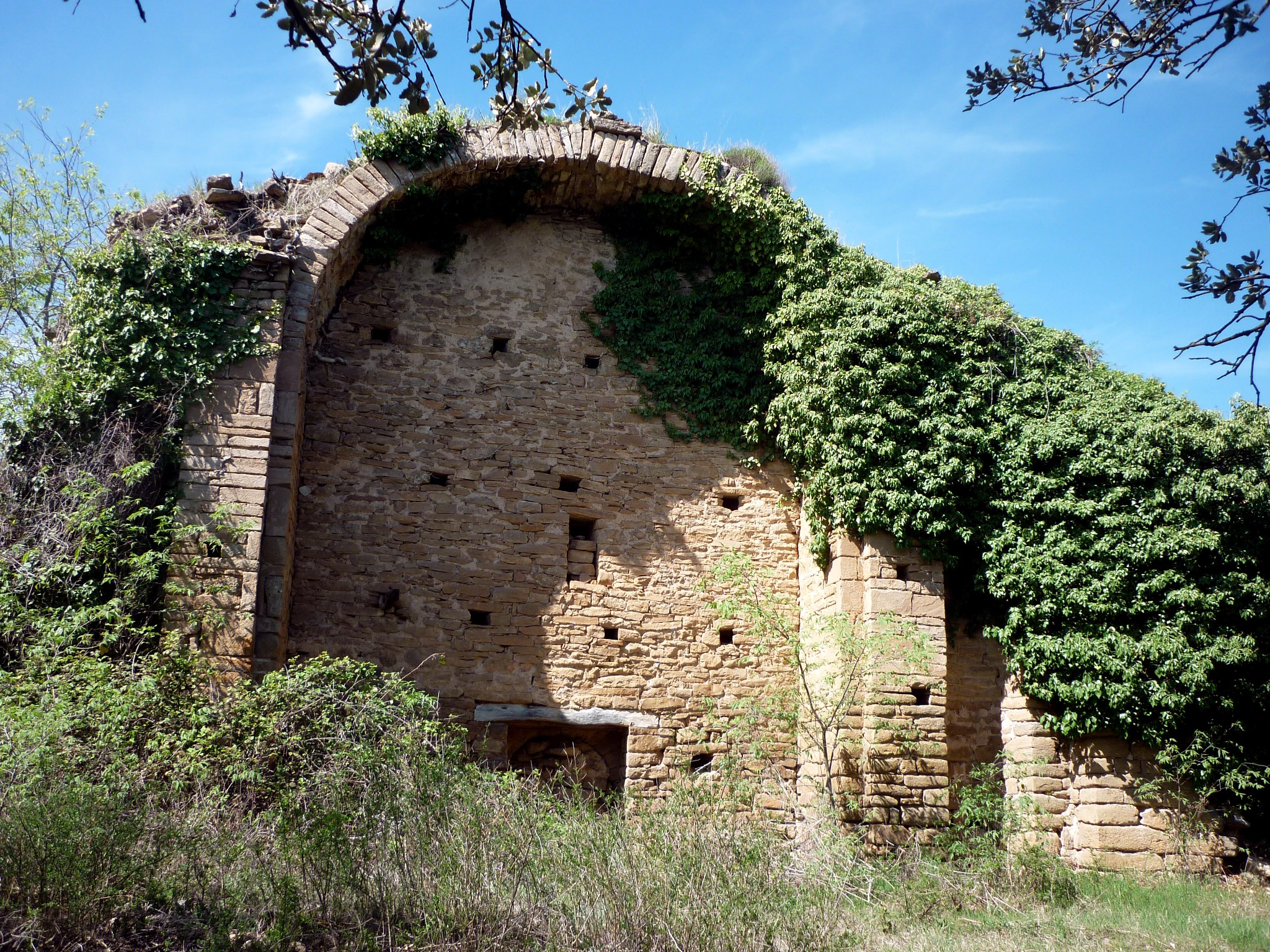
Arc de llevant